# تمین

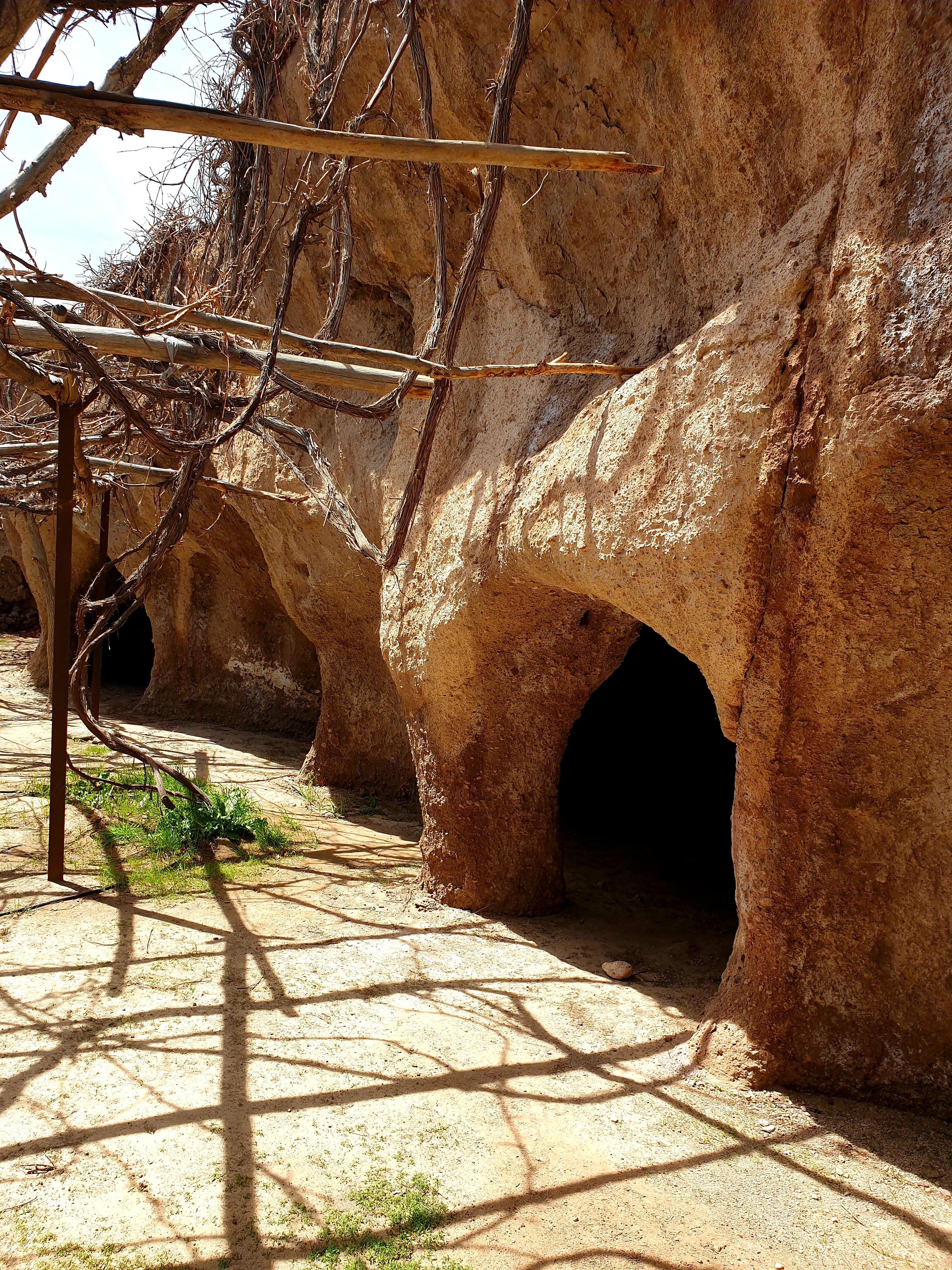
معماری صخره‌ای روستای تمین

تمین، روستایی در دهستان تمین بخش لادیز شهرستان میرجاوه استان سیستان و بلوچستان ایران است. مردم این روستا علاوه بر زبان بلوچی به گویش  پارسیوانی
صحبت می کنند که در آن واژه‌های پهلوی و اوستایی وجود دارد. ساکنان تمین مانند سایر نقاط بلوچستان اهل سنت حنفی هستند.اکثریت جمعیت این روستا را طوایف کرد، مرادزهی، سیّد، بندهی، تمینی، تشکیل می‌دهند 

## فرهنگ و پیشینه
به گفته کارینا جهانی زبان‌شناس و ایران‌شناس سوئدی، استاد دانشگاه اوپسالا و رئیس بخش زبان‌های ایرانی، مردم تمین و دیگر طوایف بلوچ ساکن در کوه تفتان در گذشته پیرو آیین زرتشت بوده و به همین علت گویش پارسیوانی که یکی از گویش های زرتشتی و اوستایی است را حفظ کرده و علاوه بر زبان بلوچی به آن تکلم می کنند.
ایرج افشار در کتاب بلوچستان و تمدن ديرينه آن با اشاره به تعدادی از طوایف بلوچ که هنوز سنت های پیش از اسلام را حفظ کرده و به آن پایبند هستند، از جمله سوگند نال (نوعی سوگند برای اثبات بی گناهی با عبور از آتش) بازمانده از دوران باستان و سیاوش که در میان بلوچ های اطراف تفتان رایج است و علاوه بر به زبان بلوچی به گویش پارسیوانی نیز صحبت می کنند.

## موقعیت جغرافیایی
روستای تمین در سیستان و بلوچستان واقع است و یکی از مناطقی توریستی و گردشگری تفتان به‌شمار می‌رود. این روستا به دلیل ویژگی‌های خاص و طبیعت دست نخورده‌ای که دارد بسیار مورد توجه گردشگران قرار گرفته است و به منظور دسترسی به آن باید به ۶۵ کیلومتری جنوب غربی میرجاوه بروید. روستای تمین در سیستان و بلوچستان یکی از زیباترین روستاهایی است که در قسمت شمالی قله تفتان و بالاتر از روستای بسیار زیبا و دیدنی لادیز قرار دارد. این روستا سه قسمت دارد که شامل:
جش _ روپس تمین بالا _ تمین مرکزی و تمین پایین می‌شود و هر کدام از آن‌ها در فاصله ۳۰۰ متری از هم واقع شده‌اند؛ روستای تمین در سیستان و بلوچستان از آن روستاهای پرجاذبه در حوزه گردشگری کشور به‌شمار می‌رود.
لازم است ذکر شود که سازمان جهانی گردشگری، اکوتوریسم را نوعی از گردشگری در جهان تعریف کرده است که در آن مسافرت به مناطق طبیعی دست نخورده با اهداف مطالعاتی و بهره بصری از مناظر و جاذبه‌های طبیعی و حیات وحش با توجه به جنبه‌های فرهنگی هم در گذشته و هم در حال صورت می‌پذیرد؛ روستای تمین هم از آن دسته جاذبه‌ها به‌شمار می‌رود اکوتوریستم جذابی دارد و سبب جذب گردشگران زیادی به سمت خود می‌شود.

## جمعیت
براساس سرشماری مرکز آمار ایران در سال ۱۳۸۵، جمعیت آن ۸۳۵۳ نفر (۱۶۹۵ خانوار) بوده است.

## آب و هوای روستای تمین
با توجه به موقعیت جغرافیایی روستای تمین آب و هوایی خنک و زمستانی دارد و در بیشتر فصل‌های سال می‌توان که شرایط جوی آن معتدل و دلپذیر است. همجواری با کوه تفتان و وجود چشمه‌های جاری، سبب حاصل خیزی و رشد انواع درخت‌ها و میوه‌ها در منطقه تمین شده است. پس می‌توان گفت که هر زمان از سال که خواستید می‌توانید برای بازدید از این روستا بروید.

## محصولات کشاورزی
از جمله محصولات کشاورزی که در این روستا کشت می‌شود انجیر، توت، شاه توت، گلابی، انگور، هلو، آلبالو و زرد آلو هستند که این‌ها جزء میوه‌های مناطق گرمسیری به‌شمار می‌رود و میوه‌های مناطق سردسیر آن شامل بادام، پسته و گردو می‌باشد. همچنین از جمله درختان خودرویی که در این روستا رشد می‌کند نیز می‌توان به انجیر کوهی، بنه، ارچن، گز وگواتام (بادام کوهی) اشاره کرد، همچنین صیفی جاتی همچون گندم و جو نیز در این منطقه کاشت می‌شود.
شغل اصلی مردمان تمین در گذشته کشاورزی و دامداری بوده اما حرفه دامداری در تمین طی چند سال گذشته به دلیل کمبود شدید ریزش‌های جوی و تمایل بیشتر عشایر به یکجانشینی و استفاده از امکانات مراکز روستایی نسبت به گذشته کم رنگ شده است.
- کوه‌های تمین منابعی غنی و سرشاری از گیاهان دارویی درمنه، کلپوره، اسپنتان، مور، زامبول و درنگ است که در درمان بسیاری از بیماری‌ها در این منطقه کاربرد دارد. از صمغ درخت موسوم به گونجک برای مسائل دندان پزشکی استفاده می‌شود.

## قلعه تمین
بنایی با مساحت حدود ۳۰۰۰ مترمربع و ارتفاعی برابر با ۲۵ متر از سطح دره تمین مرکزی بر فراز صخره ای بلند با مصالح بومی قابل مشاهده است که جنس آن از هم سنگ و گل رس نیز ساخته شده است. این قلعهٔ تاریخی قدمتی برابر ۲۵۰ سال دارد و در آن زمان مرکز فرماندهی حاکم این منطقه شاه احمد پدر بزرگ طایفه سید تمین بوده است.
- در حال حاضر دیواره‌های قسمت شمالی و حدود ۵۰۰ مترمربع از خود بنا باقی مانده است که نیازمند توجه مسئولان و همین‌طور تلاش و همت مردم بلوچستان است تا از تخریب و نابودی آن جلوگیری شود.

## قبرستان تمین
یکی دیگر از جاذبه‌هایی که در روستای تمین در سیستان و بلوچستان می‌توان نام برد، قبرستان باستانی آن است که از جمله آثار ارزشمند و باستانی این روستا محسوب می‌شود. در این قبرستان شما می‌توانید قبرهای چهار گوش ساده به ابعاد تقریبی ۵۰ در ۵۰ در ۷۰/۱ دارد که با سنگ پوشانیده شده‌اند. یکی از نکات قابل توجه این گورستان این است که در بیش از ۶۰٪ قبرهای آن اصل رو به قبله بودن رعایت نشده است و این احتمال را تقویت می‌کند که در این گورها مربوط به بزرگان زرتشتی است. البته شواهد تاریخی همچون هجرت بزرگان اشکانیان (که زرتشتی بودند) به اطراف تفتان در کتب تاریخی ثبت شده است.

## چشمه آب معدنی موسی
«چشمه آب معدنی حضرت موسی» است که بر اساس اعتقاد بومیان این منطقه، علت نامگذاری این چشمه فرود آمدن عصای حضرت موسی در این نقطه است. این چشمه‌ها منبع اصلی تأمین آب روستا تمین در سیستان و بلوچستان محسوب می‌شود و خارج شدن آن از دل صخره‌های این منطقه چشم‌انداز بی نظیری را فراهم آورده است.
از خصوصیات بارز این چشمه وجود املاح معدنی زیاد و مفید و همچنین گرم بودن آب آن در زمستان و سرد بودن در تابستان است.
- در این روستای یک آسیاب آبی هم با قدمت ۱۵۰ هزار سال وجود دارد که پیشناد می‌کنیم حتماً از آن دیدن کنید. البته لازم است ذکر شود در حال حاضر این آسیاب همچون دیگر آسیاب‌های اطراف تفتان متروک و در حال نابودیست.

## چله خانه
در زمان‌های گذشته، مکان‌هایی در ایران وجود داشته به نام چله خانه که مردم مسلمان و با ایمان به مدت ۴۰ شبانه روز به دعا و عبادت می‌پرداختند و غذایشان تنها آب و یک دانه خرما بوده است. مطابق با دیگر مناطق تاریخی در این منطقه در حال حاضر استفاده ای از این مکان نمی‌شود و متروکه و در حال تخریب است..

## جمعیت
بر پایه سرشماری عمومی نفوس و مسکن در سال ۱۳۹۵ جمعیت این مکان ۷۶۲ نفر (۲۲۶خانوار) بوده است.
جالب است که جمعیت این روستا در تابستان تا دوبرابر جمعیتش در سایر فصول می‌رسد که دلیل آن بازگشت اهالی روستا که برای کار در زاهدان زندگی می‌کنند است.